# Ширлі Тауншип (округ Гантінгдон, Пенсільванія)
Ширлі Тауншип (англ. Shirley Township) — селище (англ. township) в США, в окрузі Гантінгдон штату Пенсільванія. Населення — 2405 осіб (2020).

## Демографія
Згідно з переписом 2010 року, у селищі мешкали 2524 особи в 1025 домогосподарствах у складі 710 родин. Було 1291 помешкання
Расовий склад населення:
| - 97,8 % — білих - 0,5 % — чорних або афроамериканців - 0,2 % — корінних американців - 0,2 % — азіатів |

До двох чи більше рас належало 1,2 %. Частка іспаномовних становила 0,7 % від усіх жителів.
За віковим діапазоном населення розподілялося таким чином: 22,0 % — особи молодші 18 років, 59,3 % — особи у віці 18—64 років, 18,7 % — особи у віці 65 років та старші. Медіана віку мешканця становила 43,6 року. На 100 осіб жіночої статі у селищі припадало 99,4 чоловіків;  на 100 жінок у віці від 18 років та старших — 97,0 чоловіків також старших 18 років.
Середній дохід на одне домашнє господарство  становив 50 723 долари США (медіана — 41 810), а середній дохід на одну сім'ю — 57 651 долар (медіана — 50 685). Медіана доходів становила 41 314 долари для чоловіків та 31 944 долари для жінок. За межею бідності перебувало 17,0 % осіб, у тому числі 26,1 % дітей у віці до 18 років та 9,5 % осіб у віці 65 років та старших.
Цивільне працевлаштоване населення становило 1068 осіб. Основні галузі зайнятості: виробництво — 20,7 %, освіта, охорона здоров'я та соціальна допомога — 20,4 %, роздрібна торгівля — 18,9 %.